# Districtul Katakwi
Districtul Katakwi este una dintre cele 80 unități administrativ-teritoriale de gradul I ale Ugandei.